# Alloteratura werneri
Alloteratura werneri är en insektsart som först beskrevs av Heinrich Hugo Karny 1924.  Alloteratura werneri ingår i släktet Alloteratura och familjen vårtbitare. Inga underarter finns listade i Catalogue of Life.